# سالتکوتس، ساسکاچوان
سالتکوتس، ساسکاچوان (به انگلیسی: Saltcoats, Saskatchewan) یک منطقهٔ مسکونی در کانادا است که در ساسکاچوان واقع شده‌است. سالتکوتس ۴۷۴ نفر جمعیت دارد.